# 61042 Noviello
61042 Noviello este o planetă minoră (asteroid), cu un diametru de 15,702 km, din Familia Hilda. A fost descoperită pe 25 mai 2000 la Stația Anderson Mesa de Lowell Observatory Near-Earth-Object Search. 
Obiectul prezintă o orbită caracterizată de o semiaxă mare de 3,9816345734012 UAi, o excentricitate de 0,26863079790608, o înclinație de 9,5456052558333 ° în raport cu ecliptica.